# Палтов, Александр Александрович
Александр Александрович Палтов (1867 — ?) — чиновник Министерства путей сообщения, камергер, с 3 мая по 20 ноября 1918 года товарищ (заместитель) министра иностранных дел Украинской державы, личный политический советник гетмана Скоропадского. Автор многих политических документов и резолюций эпохи Второго Гетманата.

## Биография
Родился 1867 году в Санкт-Петербурге в семье гвардейского морского офицера Палтова Александра Ильича (1839 — 21.01.1917), который был женат на дочери Петербургского архитектора П. А. Чепыжникова Александре Павловне (1843 —1919).
В 1887 году окончил юридический факультет Санкт-Петербургского университета. По окончании университета поступил на службу в Министерство путей сообщения, которое в тот период возглавлял С. Ю. Витте. Некоторое время был секретарём Витте, до занятия последним должности премьера. Будучи выходцем из старинной дворянской семьи, сыном и племянником известных морских гвардейских офицеров (один из его дядьев командовал Императорской яхтой), был представлен ко Двору, получив придворное звание и продолжая службу в МПС.
Оказался замешанным в денежном уголовном деле. А. А. Палтов получил от одной из фирм 30000 рублей за хлопоты по выдаче прав на поставки товаров по Уральской железной дороги. Эти деньги были проведены по внутренней отчётности фирмы и выданы по ведомости, однако при проведении проверки Государственным ревизором был поднят вопрос о законности такой услуги и возбуждено уголовное дело не против фирмы, а против А. А. Палтова. Дело получило резонанс в связи с тем, что Палтов к этому времени имел придворное звание камергера. Руководители МПС вступились за Палтова, тем не менее он был вынужден дать показания следователю. Решение этого вопроса было отложено по указанию Николая II до окончания грянувшей Первой мировой войны. Мундира Палтов не лишался, продолжал служить директором Канцелярии МПС.
В годы Первой мировой войны состоял юрисконсультом управления Галицко-Буковинских железных дорог. Был женат на Ольге Константиновне Колзаковой, имел дочь Ксению (окончила Смольный институт) и сына Михаила. Дочь Ксения по некоторым сведениям во втором браке была замужем за одним из сыновей американского предпринимателя-миллионера Генри Форда.
По ряду некоторых сведений — член парижской масонской ложи.

### Политический деятель гетманщины

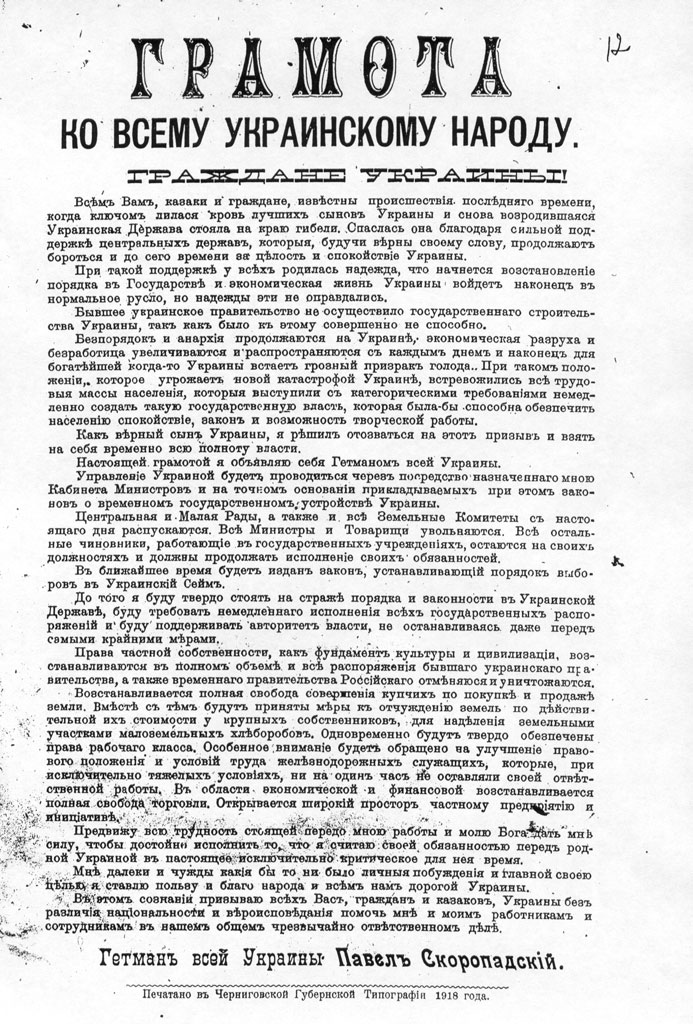
«Грамота ко всему украинскому народу», автором текста которой был А. А. Палтов

Его стремительный карьерный рост начался после знакомства с генералом Скоропадским непосредственно перед гетманским переворотом 29 апреля 1918 года. В ходе организации переворота против Центральной Рады будущий гетман обнаружил потребность в грамотном юристе, который помог бы ему составить манифест, первое обращение к народу. Руководство Украинской народной громады, партии, которая поддерживала переворот, указало генералу на Палтова. 25 апреля они впервые встретились. Скоропадский обозначил Палтову основные идеи, которые он хотел бы выразить в своей «Грамоте к украинскому народу».
Гетман вспоминал: 

«Затем, в тот же день я познакомился с Александром Александровичем Палтовым… Я вызвал его в отдельную комнату, рассказал ему план предстоящих действий и цели, которые я собирался преследовать по установлению гетманства. Указал ему на основные мысли, которые я хотел провести в своем обращении к народу. Он начерно записал, пошёл к себе домой и через полтора часа вернулся ко мне с уже совершенно готовой основой моей Грамоты. Оставалось лишь несколько сгладить и заменить некоторые выражения более симпатичными.

Меня эта ясность ума и быстрота работы в таком сложном вопросе поразили. Таких помощников у меня до сих пор не было. Я ему немедленно предложил обдумать вопрос, какую бы должность он мечтал занять, в случае удачи переворота. Предполагал назначить его помощником державного секретаря, он согласился. Я решил его приблизить к себе. Александр Александрович был при мне за все время моего гетманства».
.
Бабкой А. А. Палтова по линии отца была Софья Дмитриевна Дурново. Таким образом он находился в родстве с женой Скоропадского, чья девичья фамилия была Дурново.
После успешного проведения переворота и установления гетманской власти Палтов стал государственным советником и руководителем правительственной канцелярии. Принимал активное участие в разработке «Законов о временном государственном устройстве Украины». Будучи монархистом, пытался устроить на Украине некоторое внешнее подобие монархии. Несмотря на сопротивление самого гетмана, считавшего себя лишь временным (до созыва Сейма в следующем году) диктатором Украины, Александру Александровичу это частично удалось. Во дворце гетмана был введён пышный церемониал, близкий к церемониалу европейских монарших дворов, с подачи Палтова были устроены штандарты для представителей фамилии Скоропадского. Весь период существования Украинской державы Палтов не оставлял надежды на её превращение в ту или иную форму монархии.

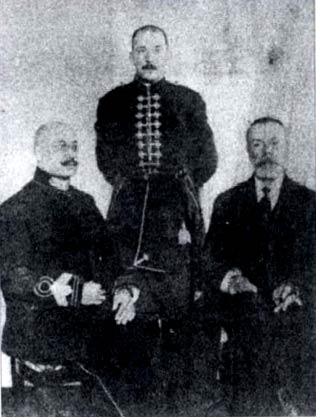
Палтов А. А., товарищ мин. ин. дел (крайний слева), Кочубей В. В., личный адъютант гетмана (в центре) и Ф. А. Лизогуб, премьер-министр Украинской державы, во время поездки в Берлин, август 1918.

3 мая 1918 года А. Палтов был назначен товарищем (заместителем) министра иностранных дел. Главой министерства иностранных дел тогда был историк профессор Дмитрий Иванович Дорошенко. Однако Дорошенко недостаточно хорошо справлялся со своими обязанностями. Жалея, что его на этой должности нельзя было заменить, Павел Петрович успокаивал себя тем, что именно Палтов был его заместителем. Служащие министерства заметили, что именно Палтов был фактическим главой украинского МИДа. Работница министерства Н. Суровцева отмечала, что «Дорошенко казалось будто Палтов помогает ему, и при этом скромно стоит в стороне. А у меня и у всех министерских сотрудников было как раз противоположное мнение: работал Палтов, а Дорошенко очень скромно стоял с ним рядом». Александр Александрович приложил много усилий для формирования своего министерства. В кратчайшее время были установлены штаты украинских иностранных посольств и представительств. К осени 1918 года за рубежом, в том числе в Южной Америке, насчитывалось более тридцати украинских дипломатических представительств. Были достигнуты первые договорённости Украины с большевистской Россией — и хотя подписание мирного договора между странами по разным причинам так и не состоялось (делегация большевиков под начальством Раковского, как отмечают современники, больше занималась агитацией), министерству, тем не менее, удалось договориться об организации специальных «державных поездов» между Киевом и Петербургом, которые сумели летом-осенью 1918 года спокойно и без препятствий вывезти из Советской России всех желающих. В июле начались переговоры Украинской Державы с Всевеликим войском Донским.
Палтов в основном находился при гетмане, оттуда же он руководил политической линией МИДа и его новыми назначениями. Гетман вспоминал, что во время Гетманщины внешняя политика Украины «находилась в его руках, руках Палтова, и отчасти, Лизогуба».
Характеризуя Палтова, директор Украинской телеграфной агенции в своём дневнике отмечал буквально вездесущесть Палтова: «Палтов делает всё: организовывает прессовые бюро, назначает архиереев, выдумывает новую униформу для армии. Кроме того, постоянно в разговорах с немцами». Будучи сам по себе германофилом и к тому же зная несколько иностранных языков, Палтов легко находил общий язык с германским командованием. Тот же Донцов вспоминал, что германское командование часто звонило гетману и просило Палтова разрешить тот или иной вопрос или проблему.
Гетман доверял своему советнику. Вместе с тем он вспоминал:

 «Впоследствии из-за Палтова мне пришлось испытать много неприятностей. Мне говорили, что у него были какие-то денежные недоразумения при старом правительстве, что он был под судом. Всё это, может быть, и было, — я этого не знаю. Я утверждаю лишь одно, что во время бытности его при мне (он занимал должность товарища министра иностранных дел, с откомандированием ко мне) — это выдающийся по своему уму человек, по своей широкой всесторонней образованности, что он поразительно работоспособен, уравновешен, всегда на месте и что он был предан делу, которому служил, и тем самым мне. Его прошлые денежные дела мне неизвестны. Думаю, что, обладая таким умом, если бы это был действительно нечистый делец, он сумел бы составить себе большое состояние, а он был беден. Убеждён, что за время гетманства ни в чём предосудительном в этом отношении он замечен не был. Когда ко мне приходили всякие завистники с инсинуациями по адресу Палтова, ни один из них не мог указать мне на какой-нибудь порочащий последнего факт. Что он любил иногда покутить, может быть, но когда он успевал это делать — я не знаю. Обыкновенно до часу ночи он бывал в Совете министров, заседавшем в гетманском же доме, а в восемь часов утра являлся уже ко мне с готовыми бумагами. Он действительно работал над созданием Украины не за страх, а за совесть. Никакой задней мысли у него не было, брал вопрос всегда широко и смело, не комкал его и не боялся нового, если это было целесообразно. У него был широкий размах, чего, к сожалению, у большинства наших министров не было. Я его оценил с первого дня и мнения своего о нём не меняю, хотя знаю, что многие меня в этом, может быть, упрекнут. Я им в ответ на это скажу одно: если вы, господа, когда-нибудь будете в тех условиях, в которых был я, желая вам добра, советую: берегите умных, образованных, способных к работе людей, у нас их можно перечесть по пальцам. Не придирайтесь к мелочам. Не копошитесь в прошлом ваших подчинённых, если в данную минуту они ценны своей работой. За этот совет вы мне скажете спасибо». 

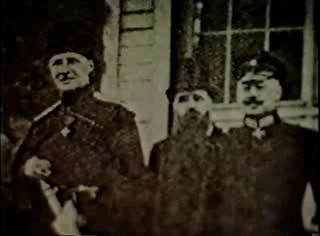
Гетман Скоропадский и Александр Палтов (крайний справа)

17 августа 1918 года вместе с главой совета министров Лизогубом Палтов отправился на переговоры в Германию (в качестве секретаря при них был адъютант гетмана Василий Кочубей), где провёл несколько встреч и обсуждений экономических, торговых, военных, и политических проблем с государственным секретарем министерства иностранных дел Германской империи фон Гинце. Визит имел чрезвычайно благоприятные последствия для Украины. В частности, окончательно были разрешены в пользу Украины вопросы формирования национальных армии и флота.
Уже через месяц, в начале сентября, Палтов сопровождал гетмана, когда тот по приглашению императора Вильгельма совершил свой визит в Германию. Это был первый визит главы независимой Украины за границу. Украинская делегация остановилась в отеле «Адлон», где рейхсканцлер граф Гертлинг устроил в честь украинской делегации пышный приём. В тот же вечер украинская делегация торжественно прибыла в замок Вильгельмсгое, где находился германский император, который вручил членам украинской делегации высокие государственные награды, а самому гетману — Орден Красного орла. Визит в Германию очень поспособствовал утверждению Украины на международной арене. Был решён целый ряд важных государственных вопросов. В частности, были достигнуты новые военные соглашения, например 17 сентября в состав Украинского Державного флота была возвращена Подводная бригада в составе семнадцати подводных лодок.
О высокой роли Палтова в украинском политикуме свидетельствует тот факт, что когда гетман поехал по приглашению принца Генриха в Киль, то он не взял с собой Палтова, а поручил ему самостоятельно разобраться с некоторыми важными делами. В частности, Палтову было поручено изучить особенности и влияние германских социалистических партий на политическую обстановку.
В октябре 1918 года, в условиях резкого перелома на фронтах Мировой войны, поражения Болгарии и развала Австро-Венгрии, Палтов становится одним из идеологов русофильского направления в украинской политике. Пытался найти разумный компромисс в конфликте гетмана с политической оппозицией.
Понимая, что после летних событий и сотрудничества с Германией Антанта отнесётся к суверенитету Украины как минимум с подозрением, гетман, ради возможности установления переговоров с представителями Антанты, 14 ноября 1918 года провозглашает федерацию с будущей демократической Россией. Тогда же было установлено новое правительство во главе с С. Н. Гербелем, в котором не было ни самостийников, ни германофилов. Соответственно, Палтову в нём места не нашлось. 20 ноября Палтов сам подал прошение о своей отставке.
Дальнейшая судьба, как и дата смерти А. А. Палтова неизвестна. По неподтверждённым сведениям, некоторое время он работал в МИДе Румынии.